# 오강철
오강철(吳康哲, 1993년 9월 16일 ~ )은 조선민주주의인민공화국의 역도 선수이다.
2017년 4월, 투르크메니탄 아시가바트에서 열린 아시아선수권대회에서 합계 331kg(인상 148kg, 용상 183kg)의 기록으로 은메달을 기록하였다.
2018년 아시안 게임에서 역도 남자 69kg 종목 금메달을 기록하였다. 오강철은 69kg 결선에서 합계 336kg(인상 151kg, 용상 185kg)을 들어올렸다.

## 같이 보기
- 2018년 아시안 게임 역도 남자 69kg